# Longyan
Longyan is een prefectuurstad in het zuidwesten van de Chinese provincie Fujian. Het Hakka'se arrondissement Yongding met zijn vele tulou's ligt in Longyan

## Bestuurlijke verdeling
Longyan is verdeeld in één district, één arrondissementstad en vijf arrondissementen.
- district Xinluo (新罗区)
- arrondissementstad Zhangping (漳平市)
- arrondissement Changting (长汀县)
- arrondissement Yongding (永定县)
- arrondissement Shanghang (上杭县)
- arrondissement Wuping (武平县)
- arrondissement Liancheng (连城县)

## Geografie
Het zuiden van Longyan grenst aan de provincie Guangdong en het westen aan de provincie Jiangxi. Het noorden van Longyan grenst aan de Fujianse prefectuurstad Sanming, het oosten grenst aan de Fujianse prefectuurstad Quanzhou en het zuidoosten grenst aan de Fujianse prefectuurstad Zhangzhou.

## Geboren
- Lin Dan (1983), badmintonner